# Coachford
Coachford (iriska: Áth an Chóiste) är en ort i grevskapet Cork på Irland. Orten är belägen cirka 20 kilometer väster om centrala Cork, på den norra sidan av floden Lee. Tätorten (settlement) Coachford hade 408 invånare vid folkräkningen 2016.